# گرد گریگ
گرد گریگ (انگلیسی: Gerd Grieg؛ ۲۱ آوریل ۱۸۹۵ – ۹ اوت ۱۹۸۸) هنرپیشه اهل نروژ بود.
از فیلم‌ها یا برنامه‌های تلویزیونی که وی در آن نقش داشته‌است می‌توان به پان اشاره کرد.